# Brad Armstrong (luchador)
Robert Bradley "Brad" James (15 de junio de 1961 - 1 de noviembre de 2012) fue un luchador profesional estadounidense, más conocido por su nombre en el ring, Brad Armstrong. Era hijo del luchador Bob Armstrong y hermano de los luchadores profesionales Steve, Scott y Brian.

## Carrera
Brad debutó en la lucha libre profesional en la Southeast Championship Wrestling en julio de 1980. Empezó trabajando como face debido a su aspecto físico de chico bueno y a sus habilidades de lucha libre. Tuvo dos importantes feudos durante su estancia en la empresa, uno con Jerry Stubbs y otro con Tom Prichard. Ahí ganó su primer campeonato, el Campeonato Júnior Peso Pesado de los Estados Unidos de la NWA.

### National Wrestling Alliance
Armstrong se trasladó a la Georgia Championship Wrestling en 1984, empezando un feudo con Ted DiBiase junto a su padre Bob y "White Lightning" Tim Horner. Ese mismo año, ganó en dos ocasiones el Campeonato Mundial en Parejas de la NWA, una vez con su padre y la otra, con Horner. Los tres regresaron a la Southeast Championship Wrestling en 1985, pero a finales de 1986 se unieron a la Jim Crockett Promotions. A su llegada, empezó un feudo con Jimmy Garvin e hizo equipo en varias ocasiones con su padre y con Horner.
Sin embargo, fue su equipo con Horner el que tuvo más éxito, siendo conocidos como Lightning Express. Ambos se fueron a la Universal Wrestling Federation a principios de 1987, ganando el Campeonato en Parejas de la UWF de Sting & Rick Steiner. Tras esto, perdieron los títulos ante the "Sheepherders," más tarde conocidos como The Bushwhackers (Butch Miller & Luke Williams).
Debido a su éxito, firmaron con la World Championship Wrestling, pero debido a que no les dieron el push esperado, Horner dejó la empresa y se fue a la World Wrestling Federation a finales de 1988. Entonces, Armstrong se convirtió en un luchador individual, pero por problemas personales, dejó la lucha libre durante algunos años.

### World Championship Wrestling (1991-2001)
En mayo de 1991, hizo su regreso a la lucha, abjo el gimmick del luchador enmascarado Badstreet (originalmente Fantasia), miembro de The Fabulous Freebirds junto a Michael Hayes y Jimmy Garvin. El trío ganó el Campeonato Mundial de Tríos de la WCW, mientras que Hayes & Garvin ganaron al mismo tiempo el Campeonato en Parejas de los Estados Unidos de la WCW. Debido a que Brad nunca reveló su identidad de Badstreet en televisión, podía interferir a favor y en contra durante el combate entre the Freebirds y Young Pistols por los vacantes Campeonatos en Parejas de los Estados Unidos en SuperBrawl I, primero a favor de Pistols (equipo en el que luchaba su hermano Steve) y luego como Fantasia a favor de the Freebirds, ganando los segundos. 
Ese mismo año, le dieron otro personaje enmascarado llamado Arachnaman, pero debido al parecido con Spider-Man, la Marvel Comics empezó acciones legales, por lo que la WCW eliminó el personaje rápidamente.
El 5 de julio de 1992, ganó el Campeonato Peso Ligero de la WCW al derrotar a Scotty Flamingo. Poco después, sufrió una lesión de rodilla durante una gira por Japón en un combate ante The Great Muta en Sapporo, siendo despojado del título en Clash of the Champions dos meses después. Regresó a la acción en noviembre de 1992 y estuvo en la compañía, sin ningún papel de importancia, hasta 1995.
El resto de 1995 trabajó en la Smoky Mountain Wrestling, conquistando el Campeonato Peso Pesado de la SMW. En febrero de 1996 regresó a la WCW, pero la abandonó nueve meses después. Armstrong regresó otra vez a la empresa en 1997, con un nuevo gimmick heel, cambiando su aspecto y actitud. A final de 1996, sufrió una gran cantidad de derrotas, a lo que él dijo que era debido a la "Maldición Armstrong" ("Armstrong Curse"). En 1999, cambiaron su personaje a B.A., un miembro del stable No Limit Soldiers. Cuando el grupo se disolvió, tuvo un feudo con Berlyn, quien había atacado a su hermano Scott. El feudo terminó en Halloween Havoc, con victoria para Brad.
Después del evento, Vince Russo, guionista de la empresa, forzó a Armstrong a usar el gimmick de Buzzkill, una copia del gimmick de Road Dogg que su hermano Brian estaba usando en la empresa rival, la WWF. Además, su tema de entrada era muy parecido al que usaba su hermano en la WWF. Esta copia, unida al hecho de que fueran hermanos, hizo que los aficionados sintieran rechazo por él, no teniendo éxito. Sufrió una lesión de rodilla a finales de 2000 en un accidente tras abstidores en WCW Saturday Night donde Armstrong cayó sobre Juventud Guerrera y Psicosis, sufriendo serias lesiones. Mientras se recuperaba, su contrato terminó en 2001 y la WCW fue comprada por la WWF, así que dejó de luchar hasta 2004, haciendo su regreso en el circuito independiente.

### World Wrestling Entertainment (2006-2012)
El 12 de septiembre de 2006, firmó un contrato con la World Wrestling Entertainment, trabajando en la marca ECW, durante los eventos en vivo y siendo el entrenador de los jóvenes talentos. En diciembre, debido a que el comentarista de la marca Tazz pensó en dejar la empresa, empezó a hacer apariciones como comentarista. Tras esto, volvió a ejercer como agente de la WWE.

## Fallecimiento
El 1 de noviembre de 2012, Armstrong fue encontrado muerto en su casa. La semana anterior había visitado a su médico por un problema médico no revelado. La noticia la dio WWE.com. El 16 de junio de 2013, se celebró un evento en su memoria, el Brad Armstrong Memorial Show, donde luchó su hermano Steve.

## En lucha
- Movimientos finales
  - Three-quarter facelock Russian legsweep[1]
  - Side Russian legsweep[1]

- Movimientos de firma
  - Diving crossbody[6]
  - Dropkick[6][7][8][9]
  - Drop toe-hold[6]
  - Leg-feed enzuigiri[7]
  - Scoop slam[8]
  - Slingshot crossbody[7]
  - Sunset flip,[6] sometimes from the top rope[7]
  - Three left-handed jabs followed by a right-handed punch[8]

- Managers
  - Diamond Dallas Page[10]
  - Big Daddy Dink[11]

- Apodos
  - The Candyman

## Campeonatos y logros
- Championship Wrestling from Florida
  - NWA Florida Global Tag Team Championship (1 vez) – con Terry Allen[1]

- Exodus Wrestling
  - Exodus Wrestling Heavyweight Championship (1 vez)[1]

- Georgia Championship Wrestling
  - NWA National Heavyweight Championship (2 veces)[1]
  - NWA National Tag Team Championship (2 veces) – con Bob Armstrong (1) y Tim Horner (1)[1]

- Mid-South Wrestling Association
  - Mid-South North American Championship (1 vez)[1]
  - UWF World Tag Team Championship (1 vez) – con Tim Horner[1]

- NWA Rocky Top
  - NWA Rocky Top Tag Team Championship (1 vez) – con Ricky Morton[1]

- Southeastern Championship Wrestling
  - NWA Southeastern Continental Heavyweight Championship (3 veces)[1]
  - NWA Southeastern Tag Team Championship (5 veces) – con Bob Armstrong (3), Scott Armstrong (1), y The Shadow (Norvell Austin) (1)[1]
  - NWA Southeastern United States Junior Heavyweight Championship (3 veces)[1]

- Smoky Mountain Wrestling
  - SMW Heavyweight Championship (2 veces)[1]

- Tennessee Mountain Wrestling
  - TMW Tag Team Championship (1 vez) – con Scott Armstrong[1][12]

- United States Wrestling Association
  - USWA Heavyweight Championship (1 vez)[1]

- World Championship Wrestling
  - WCW Light Heavyweight Championship (1 vez)[1]
  - WCW World Six-Man Tag Team Championship (1 vez) – con Michael Hayes y Jimmy Garvin[1]

- Pro Wrestling Illustrated
  - PWI Debutante del año - 1982
  - Situado en el #270 de los PWI 500 en 2003

- Wrestling Observer Newsletter awards
  - Most Underrated Wrestler (1987)
  - Rookie of the Year (1981) empatado con Brad Rheingans